# Mjollnir
Mjollnir (staronordijski Miöllnir) ili Munja je čarobni malj nordijskoga boga Thora. Ima čarobna svojstva: uvijek pogađa metu, a potom se vraća vlasniku u ruke. Kada ga Tor nosi sa sobom, Mjollnir se smanji tako da ga može staviti u njedra. Da bi mogao rukovati njime, Tor posjeduje i željezne rukavice. Povrh toga, Tor je običavao blagoslivljati Mjollnirom. Upravo je on blagoslovio mrtvo Baldrovo tijelo prije spaljivanja. Mjollnirom blagoslivlja i kosti svojih dviju koza Tanndgnjosta i Tanndgrisnira, odnosno Škripala i Škrgutala. On ih naime može zaklati i pripremiti njihovo meso, a potom blagosloviti njihove kosti kako bi ponovno oživjele, zdrave i čile.
Vjeruje se da, izuzev Tora, još samo njegov sin Magni ima dovoljno snage da podigne malj Mjollnir.
Prema jednoj su ga priči načinila dvojica patuljaka, Sindri i Brokk. Patuljci su bili najvještiji majstori i načinili su sve dragocjenosti u staronordijskomu svijetu. Prema drugoj priči, načinili su ga patuljci Eitri i Brokk za okladu s Lokijem. Naime, nakon što su Ivaldijevi sinovi, također patuljci, načinili bogovima sljedeće dragocjenosti: Odinu koplje Gungnir, a Freyu čarobni brod Skidblandir, Loki se okladio u svoju glavu s Eitrijem i bratom mu Brokkom da ne mogu načiniti svari ljepše od tih. I Eitri odluči pokušati. Stavi mijeh na vatru i naredi bratu da ne prestaje puhati dok on iz vatre ne izvadi ono što je u nju stavio. I bi tako. No, doletje muha na Brokkovo rame i ugrize ga. Ali Brokk nastavi puhati u vatru sve dok Eitri iz nje ne izvuče zlatnoga vepra Gyllenborstija koji će kasnije pripasti Freyu. Potom Eitri stavi zlato u vatru i reče Brokku da nastavi potpirivati bez prekida. I bi tako. No, doletje muha na Brokkov vrat i ugrize ga dvostruko jače no prošli put. Ali Brokk nastavi puhati sve dok Eitri iz nje na izvuče Draupnir, magični prsten koji je kasnije pripao bogu Odinu. Treći put Eitri u vatru stavi željezo i reče Brokku da nastavi s poslom kako je činio i do sada. I bi tako. No, doletje muha i ugrize ga za vjeđu, a krv poteče tako da je Brokk na tren prestao puhati kako bi je otro. Kada je Eitri izvadio Mjollnir, vidjelo se da je držalica prekratka. Ipak, braća su osvojila okladu, a Loki je sačuvao glavu jer bi mu morali dirati i vrat da bi je mogli odvojiti, a kako vrat nije bio dio pogodbe, braća su morala odustati od svoga dobitka, ali mu je zato zašio usta kako bi ga naučio pameti.
Mnogi ga i danas nose kao amulet. U vrijeme pokrštavanja, Mjollnir se bio uspješno stopio s kršćanskim simbolom križa što je sigurno pridonijelo njegovom preživljavanju sve do današnjih dana. Svojevrstan je simbol snage, a može i prizivati zaštitu najsnažnijega boga, Thora. Iako je danas češće samo modni detalj, činjenica je da je Mjollnir najživlji artefakt iz stare nordijske mitologije.